# Aphaniosoma approximatum
Aphaniosoma approximatum är en tvåvingeart som beskrevs av Becker 1903. Aphaniosoma approximatum ingår i släktet Aphaniosoma och familjen gulflugor. Inga underarter finns listade i Catalogue of Life.